# فخرالدین (بجنورد)
فخرالدین (بجنورد)، روستایی از توابع بخش مرکزی شهرستان بجنورد در استان خراسان شمالی ایران است.

## جمعیت
این روستا در دهستان بدرانلو قرار دارد و براساس سرشماری مرکز آمار ایران در سال ۱۳۸۵، جمعیت آن ۸۲۲ نفر (۱۷۵خانوار) بوده‌است.